# FC Locarno
FC Locarno – szwajcarski klub piłkarski z siedzibą w Locarno.

## Historia
Football Club Locarno został założony w 1906. W 1930 Locarno awansowało do Lega Nazionale, jednak po zajęciu 8. miejsca w gr. zachodniej zostało zdegradowane. Po dwuletniej przerwie klub powrócił na trzy sezony do szwajcarskiej ekstraklasy w 1933 roku.
Trzeci raz w Lega Nazionale Locarno występowało w latach 1945–1953. W czasie tego okresu Locarno osiągnęło największy sukces w swojej historii w postaci finału Pucharu Szwajcarii, w którym przegrało z FC La Chaux-de-Fonds 2-3. W 1955 spadł z drugiej ligi i przez ponad ćwierć wieku występował w niższych klasach rozgrywkowych.
W 1981 klub powrócił do Lega Nazionale B, a w 1986 roku do szwajcarskiej ekstraklasy. Pobyt w elicie trwał tylko sezon i klub po zajęciu przez 15. miejsca opuścił lige. Od 1987 roku Locarno występuje(z roczną przerwą w sezonie 1999-2000) w Swiss Challenge League. W 2013 roku zespół zajął ostatnie 10.miejsce w Challenge League i spadł do trzeciej ligi - 1.Liga Promotion.

## Sukcesy
- finał Pucharu Szwajcarii: 1951.
- 13 sezonów w Lega Nazionale A: 1930–1931, 1933–1936, 1945–1953, 1986–1987.

## Znani piłkarze w klubie
| - Dario Rota - Kubilay Türkyılmaz - Kurt Niedermayer - Adrian Popescu - László Nagy - Jørn Andersen - Mirsad Baljić | - Juan Barbas - Christian Giménez - Diego Barreto - Joachim Siwek - Jeff Saibene - Ghislain Akassou - Mbala Mbuta Biscotte |

## Sezony wLega Nazionale A
| Sezon   | Uzyskane Miejsce            |
| ------- | --------------------------- |
| 1930–31 | 8 w gr. zachodniej (spadek) |
| 1933–34 | 11                          |
| 1934–35 | 9                           |
| 1935–36 | 13 (spadek)                 |
| 1945–46 | 9                           |
| 1946–47 | 9                           |
| 1947–48 | 7                           |
| 1948–49 | 7                           |
| 1949–50 | 11                          |
| 1950–51 | 12                          |
| 1951–52 | 10                          |
| 1952–53 | 14 (spadek)                 |
| 1986–87 | 15 (spadek)                 |